# Jacory Patterson
Jacory Patterson (* 2. Februar 2000 in Columbia, South Carolina) ist ein US-amerikanischer Leichtathlet, der sich auf den Sprint spezialisiert hat. Mit der US-amerikanischen 4-mal-400-Meter-Staffel wurde er 2025 in Nanjing Hallenweltmeister.

## Sportliche Laufbahn
Jacory Patterson wuchs in South Carolina auf und studierte ab 2018 an der Virginia Polytechnic Institute and State University, ehe er an die University of Florida wechselte. 2022 und 2023 wurde er NCAA-Collegemeister in der 4-mal-400-Meter-Staffel. Erste internationale Erfahrungen sammelte er 2024, als er bei den Hallenweltmeisterschaften in Glasgow mit 47,04 s in der ersten Runde im 400-Meter-Lauf ausschied und gewann mit der US-amerikanischen 4-mal-400-Meter-Staffel in 3:02,60 min gemeinsam mit Matthew Boling, Noah Lyles und Christopher Bailey die Silbermedaille hinter dem Team aus Belgien. Im Mai siegte er bei den World Athletics Relays auf den Bahamas in 2:59,95 min in der 2. Qualifikationsrunde über 4-mal 400 Meter und sicherte damit den Vereinigten Staaten einen Startplatz bei den Olympischen Spielen in Paris. Im Jahr darauf gewann er bei den Hallenweltmeisterschaften in Nanjing in 45,54 s die Bronzemedaille über 400 Meter hinter seinen Landsleuten Christopher Bailey und Brian Faust und siegte in 3:03,13 min im Staffelbewerb.

## Persönliche Bestzeiten
- 100 Meter: 10,11 s (+1,5 m/s), 16. April 2022 in Gainesville
  - 60 Meter (Halle): 6,67 s, 10. Februar 2023 in Fayetteville
- 200 Meter: 20,14 s (+1,6 m/s), 24. Mai 2023 in Jacksonville
  - 200 Meter (Halle): 20,29 s, 25. Februar 2023 in Fayetteville
- 400 Meter: 44,81 s, 3. April 2021 in Gainesville
  - 400 Meter (Halle): 45,05 s, 25. Februar 2023 in Fayetteville